# Kulturni molk
Kulturni molk je odporniško kulturnopolitično načelo osvobodilnega gibanja med drugo svetovno vojno, ki mu je sledila večina slovenskih kulturnikov in umetnikov.

## Slovenska kultura v obdobju okupacije in NOB na italijanskem zasedbenem območju
17. 4. 1941, en teden po okupaciji, je jugoslovanska vojska kapitulirala. Ljubljansko pokrajino, ki je spadala pod Italijo, je vodil visoki komisar Emilio Grazioli. Pouk v osnovnih šolah naj bi bil še naprej v slovenskem jeziku, v srednjih in višjih šolah pa bi bila italijanščina neobvezen predmet, vendar kljub slovesnim obetom ni imela slovenščina nikakršne avtonomije. Graziolijev namen je bil, da ljubljanska pokrajina čim prej dobi italijansko podobo. Italijanski okupatorji so začeli postavljati dvojezične napise, uzakonili so cenzuro ter nadzorstvo nad slovenskim tiskom. Uradni jezik na občinah je bil s slovenskimi strankami slovenski, z višjimi uradniki pa italijanski. Pouk italijanskega jezika je bil obvezen, poučevali so ga italijanski fašisti, na podeželju pa so pouk v slovenskem jeziku prepovedali in uvedli italijanščino. Načrtno so uničevali dokaze o slovenski kulturni preteklosti.

## Vzroki za kulturni molk na nemškem zasedbenem območju
Na nemškem okupacijskem območju je do prvih aretacij kulturnikov prišlo že takoj. 9. 4. 1941 so zaprli pisatelja dr. Maksa Šnuderla. V Mariboru je bilo sprejemno taborišče, ki ga kot zbirno taborišče omenjajo v svojih leposlovnih delih Fran Roš, Josip Vandot in Anton Ingolič. Med raznorodovalne ukrepe na Štajerskem sodi odstranjevanje slovenskih napisov in postavljanje nemških, odstranili so vsa slovenska kulturna obeležja, tako spominske plošče kulturnim delavcem, celo izkop posmrtnih ostankov škofa Antona Martina Slomška. Aprila 1941 so Nemci uničili v Mariboru vso knjižno zalogo Tiskovne zadruge. Zasegli so zasebne knjižnice Josipa Vandota, Vladimirja Levstika; samo na slovenskem Štajerskem so nacisti uničili najmanj 4.200.000 slovenskih knjig. V Krškem so domačini rešili knjižnico Kapucinskega samostana tako, da so knjige poskrili. 
Leta 1941 je založba Hram nameravala natisniti roman Antona Ingoliča Žeja in Miška Kranjca Slepa ulica. Okupacija je preprečila natis romana Vladimirja Bartola Čudež na vasi. Ni izšlo prvo obsežnejše delo Ferda Godine, roman Bele tulipke. Podobno je bilo tudi s komedijo Bratka Krefta Kranjski komedijanti in biografskim romanom o Franu Levstiku dr. Antona Slodnjaka z naslovom Pogine naj pes. 
Zaradi opisov pisateljevih izkušenj iz političnega življenja so prepovedali roman Jožeta Pahorja Matija Gorjan in uničili naklado Antona Sovreta Stari Grki. V celoti je propadla mladinska povest Franceta Bevka Tonček. Propadli so rokopisni osnutki Josipa Vandota, med njimi 4. del povesti o Kekcu in rokopis izvirne slikanice Anice Černejeve, ki naj bi izšla pod naslovom Pisani izprehodi. Italijanski okupatorji so zaplenili prvi del geografske monografije o Sloveniji dr. Antona Melika.
Veseli teater pod vodstvom Boža Podkrajška je v prefinjeni obliki razkrival tedanjo politično situacijo. Prepovedana so bila dela angleških in ameriških glasbenikov. Zadnji javni slovenski prireditvi v Ljubljani sta bili praznovanje Prešernovega rojstva 3. decembra 1941 in 12. decembra 1941 koncert Akademskega pevskega zbora, ki je z izbranimi pesmimi budil vero v začasnost okupacije in klical k boju. Med učinkovite oblike kulturnega odpora proti fašizmu in nacizmu sodi cerkveno slikarstvo Toneta Kralja.

## Plenum kulturnih delavcev
Ustanovni sestanek Protiimperialistične (pozneje Osvobodilne) fronte je bil na pobudo KP Slovenije 26. 4. 1941, junija 1941 pa je bil ustanovljen odbor OF, ki ga je vodil dr. Janko Jurančič. Plenum kulturnih delavcev je zasedal 11. 9. 1941 v okupirani Ljubljani, in sicer v strogi tajnosti. Udeležili so se ga zastopniki posameznih kulturniških in umetniških sektorjev, med drugimi Tone Čufar, Josip Vidmar in Lovro Kuhar, ki ga je vodil. Sprejeli so tudi sklep o kulturnem molku (Cesar 1996). Juš Kozak je kot urednik ustavil izdajanje Ljubljanskega zvona, Ferdo Kozak Sodobnosti, Edvard Kocbek Dejanja in Janez Žagar  Modre ptice. Od literarnih revij je med letoma 1941 in 1945 izhajal le Dom in svet ter Živa njiva, priloga Umetnosti. Potrdili so ga na drugem plenumu kulturnih delavcev konec januarja ali na začetku februarja 1942 (Smolej 1971), razglasili pa v resoluciji kulturnih delavcev v Slovenskem poročevalcu 6. 4. 1942. Poleti 1942 so razglasili popolni kulturni molk. 
Resolucija kulturnih delavcev v 5. točki pravi: »5. Te cilje bomo dosegli samo s pomočjo in pod vodstvom ZSSR. Načelo, da se z okupatorji ne sodeluje, velja tudi na kulturnem polju. Zato pozivamo vse slovenske pesnike in pisatelje, upodabljajoče umetnike in glasbenike, časnikarje, publiciste in znanstvenike, naj ne sodelujejo pri kulturnih prireditvah okupatorjev, naj ne bodo sotrudniki pri njihovih časopisih in revijah, naj ne poročajo o njihovih prireditvah, tudi ne o njihovem tisku, knjigah itd.« (Gabrič 1989: 386) V Resoluciji so spodbujali k bojkotiranju fašističnega pozdrava in vsega italijanskega nasploh.
V časopisu Mlada Slovenija so januarja 1942 zapisali, da mora slovenska kultura izražati trpljenje, ponos in bojevitost in bojkotirati kulturne prireditve (gledališke, filmske koncerte, razstave), ki imajo značaj sodelovanja z okupatorjem. Kulturna dejavnost naj bo ilegalna in naj služi v boju proti okupatorju.

## Kršitve kulturnega molka
V nekaterih kulturnih segmentih kulturnega molka niso upoštevali, ker so presojali, da bi bile njegove posledice za kulturnike prehude. Naprej sta delovali drama in opera (300–1000 ljudi); nekateri umetniki so se umaknili na osvobojeno ozemlje, drugi pa so OF pomagali iz Ljubljane. Domobranci so nastopali proti kulturnemu molku. Po vojni so kršitve kulturnega molka obravnavali po zakonu o kaznovanju zločinov in prestopkov proti narodni časti. Sodišče narodne časti je obsodilo kulturnike, če so sodelovali na prireditvah, ki jih je organiziral okupator, če so nastopali v tujem jeziku, če so bili z okupatorjem v družabnih stikih ali če so se ukvarjali s propagando zanje. Avgusta 1945 so obsojence delno oprostili.